# Borovîțea, Ciîhîrîn
Borovîțea (în ucraineană Боровиця) este o comună în raionul Ciîhîrîn, regiunea Cerkasî, Ucraina, formată numai din satul de reședință.

## Demografie
Componența lingvistică a comunei Borovîțea
     Ucraineană (98,11%)
     Rusă (1,83%)
     Alte limbi (0,05%)
Conform recensământului din 2001, majoritatea populației comunei Borovîțea era vorbitoare de ucraineană (98,11%), existând în minoritate și vorbitori de rusă (1,83%).